# Ernakh
Ernakh of Ernac was de derde zoon van Attila.
Na de dood van Attila in 453, verbrokkelde zijn rijk en de overblijfselen werden geregeerd door drie van zijn zonen. Men denkt dat Ernakh Dengizich, koning der Akatziroi, opvolgde en heerste van 469 tot 503 over de Hunnen, die rondzwierven in een aanzienlijk deel van het voormalige rijk en die de landen van het moderne Oekraïne bevolkten. Ernakh wist zich ook te doen gelden als heerser van de Boelgaarse Onogoeren, die de Akatzierse Hunnen tegenkwamen in 463 tijdens de voorafgaande heerschappij van zijn broer Dengizich.
Volgens het Namenboek van de Bulgaarse khans was een heerser genaamd Irnik 150 jaar lang leider van de Boelgaren en zijn heerschappij begon ongeveer in 453. Sommige historici denken dat Ernakh en Irnik dezelfde persoon zijn.
Volgens Procopius en de Utiguurse khan Sandilch had Ernakh twee zonen:
"één genaamd Utigur en de andere genaamd Kutrigur. Nadat hun vader stierf, deelden ze de macht en gaven ze hun namen aan de onderworpen volkeren, zodat zelfs vandaag de dag sommigen van hen Utiguren heten en de anderen - Kutriguren."
In 486 en 488 leidde Ernakh de Boelgaren als bondgenoten van Byzantium (en later als bondgenoten van de Gepiden) tegen de Goten van Theodorik, maar werd verslagen. Hij werd opgevolgd door Grod, de zoon van Tatra, die zich na een bezoek aan Constantinopel bekeerde tot het christendom en vervolgens de heidense cultussen van zijn volk bestreed, waarop hij in 528 door nobelen uit zijn volk werd vermoord. Zijn zoon Mugel volgde hem daarna op, om na 2 jaar te worden opgevolgd door zijn broer Khinialon (Chinialus).